# Chrysosplenium aulacocarpum
Chrysosplenium aulacocarpum là một loài thực vật có hoa trong họ Saxifragaceae. Loài này được Ernst miêu tả khoa học đầu tiên năm 1874.